# Verdrag van Constantinopel (1479)
Het Verdrag van Constantinopel was een vredesverdrag waarmee op 25 januari 1479 te Constantinopel de vijftien jaar durende oorlog tussen de republiek Venetië en het Ottomaanse Rijk officieel werd beëindigd. De overeenkomst werd gesloten nadat de Ottomanen tot in de buitenwijken van Venetië geraakten.
In het verdrag werden de volgende bepalingen vastgelegd:
- Venetië behield de gebieden Ulcinj, Antivan en Durrës;
- Venetië moest Shkodër en andere gebieden aan de Dalmatische kust afstaan;
- Venetië moest de controle over de Griekse eilanden Negroponte (Euboea) en Lemnos opgeven;
- De Venetianen werden gedwongen om elk jaar tienduizend dukaten te betalen voor privileges over de handel in de Zwarte Zee.

Door deze voor Venetië nadelige voorwaarden van het verdrag werd de Venetiaanse positie in de Levant verzwakt.